# Justinijanova kodifikacija
Justinijanova kodifikacija (lat. Codex Justinianus) je najznačajniji zbornik rimskog prava donet po nalogu cara Justinijana (526-565.) koji je komisiji pravnika dao u zadatak da prikupi i kodifikuje celokupnu pravnu zaostavštinu klasičnog perioda (lat. Ius) i sve propise koje su izdali princepsi (lat. Leges).
Zadatak komisije, na čijem je čelu bio Tribonijan, bio je izuzetno težak, jer se nije bilo lako snaći u pravnim
normama, pošto su one stvarane vekovima i na razne načine. Tu su bile odredbe Zakona XII tablica koje Rimljani nikada nisu ukinuli, zakoni iz doba Republike, pretorski edikti, senatske odluke (lat. Senatus consultum), mišljenja značajnih pravnika koja su bila obavezna za sudove, i svih imperatora od Avgusta do Justinijana. Komisija je u rekordno kratkom roku, za tri godine, obavila posao i iz ogromnog materijala sačinila je jedinstven i pregledan sistem pozitivnog prava. 
Prvo je objavljen prečišćeni zbornik imperatorskih konstitucija izdatih pre Justinijana. Ovaj zbornik nije sačuvan. Zatim je 533. godine objavljena kodifikacija klasičnog prava pod nazivom Digesta. Digesta su sastavljena od 50 knjiga koje su podeljene na poglavlja (lat. Titulus), a ovi na fragmente, dok su dugački fragmenti podeljeni na paragrafe. Knjige, titulusi, fragmenti paragrafi označeni su kasnije rednim brojevima pa se na taj način uobičajeno citiraju.
Na primer, kad iza citata stoji D. 50, 17, 106 -onda to znači da je tekst koji se citira iz 106. fragmenta,
17. titulusa, 50. knjige Digesta. Obzirom da Digesta sadrže delove iz radova klasičnih rimskih
pravnika, često se, pored oznake mesta u Digestama, navodi i ime pravnika čija se misao citira, npr.
Paul -D. 46, 1, 37.
Komisija je 533. godine objavila i treću knjigu, pod nazivom Institutiones. Ona predstavlja udžbenik koji se bazira na Gajevim institucijama. Najzad, 534. godine, izdat je Codex repetitae praelectionis, koji je obuhvatio Justinijanove konstitucije. One koje su izdate posle toga vremena sakupljene su u zbirku pod nazivom - Novele. 
Zahvaljujući tome što je tekst Justinijanove kodifikacije sačuvan, omogućeno nam je da saznamo i proučimo ogroman broj činjenica o rimskom pravu i rekonstruišemo dela rimskih pravnika koja nisu sačuvana. Postojanjem Justinijanove kodifikacije, delatnošću glosatora, i predstavnika škole elegantne jurisprudencije i omogućena je recepcija rimskog prava.